# 스비드니크구

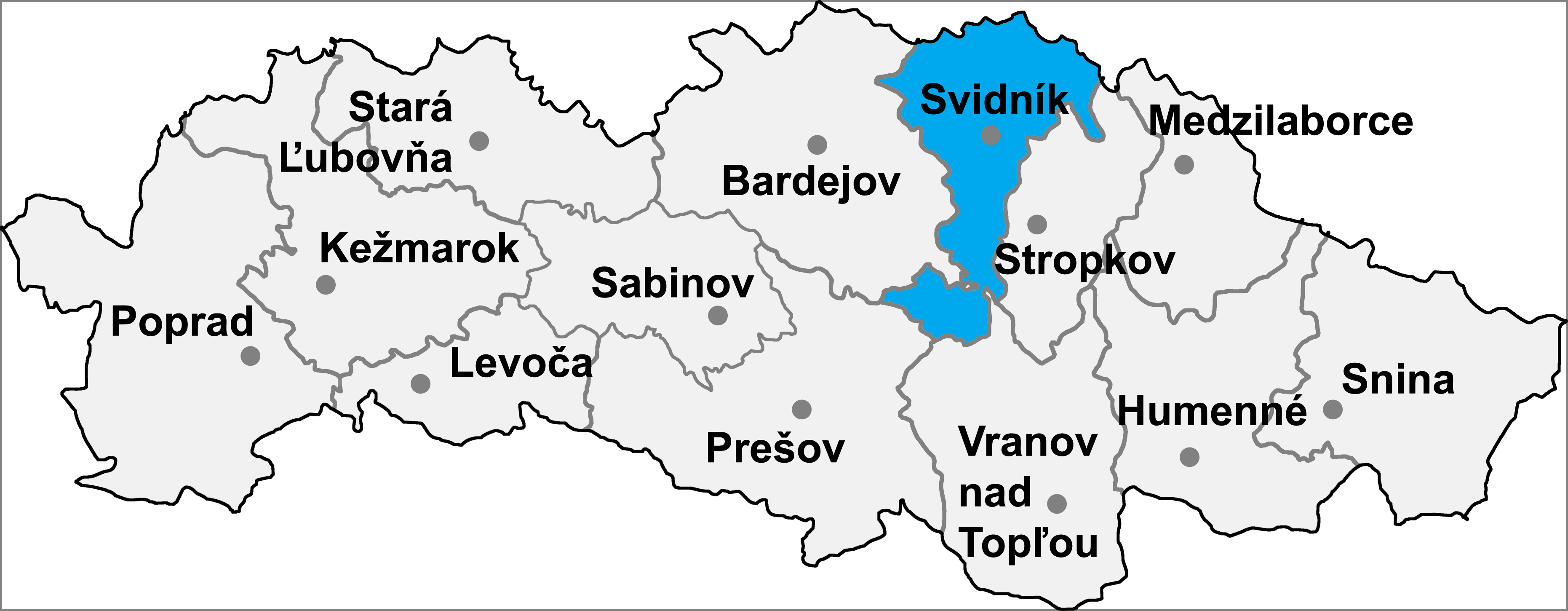
스비드니크구의 위치

스비드니크구(슬로바키아어: Okres Svidník)는 슬로바키아 프레쇼우주를 구성하는 13개 구 가운데 하나로 행정 중심지는 스비드니크이며 면적은 549.78km2, 인구는 32,997명(2014년 기준), 인구 밀도는 60.02명/km2이다.
프레쇼우주 북부에 위치하며 68개 지방 자치체(2개 시, 66개 마을)를 관할한다. 북쪽으로는 폴란드와 국경을 접하며 서쪽으로는 바르데요우구, 동쪽으로는 스트롭코우구, 남쪽으로는 프레쇼우구, 브라노우나트토플료우구와 접한다.